# 體育宮站 (雅加達)
體育宮站是印度尼西亞雅加達地鐵南北線的一座地下車站，位於中雅加達行政市丹拿望鎮／南雅加達行政市新峇油蘭鎮蘇迪曼將軍路。該站在2019年3月24日雅加達地鐵南北線第一期通車時開放載客，設有3個出入口和1個島式月台。本車站由萬自立銀行冠名贊助。

## 歷史
南北線第一期（布陸斯谷站－印度尼西亞大酒店圓環站）於2013年10月10日動工，至2019年3月24日開放載客，體育宮站因而啟用，成為南北線的中途站之一。

## 車站結構
體育宮站屬於地下車站，設有2層，地面為出入口，地下一樓為公眾區／商業區，地下二樓為南北線月台（往布陸斯谷／印度尼西亞大酒店圓環）。
| 地面     | 出入口                     | 出入口                                       | 出入口 |
| 地下一樓 | 公眾區、商業區             | 公眾區、商業區                               |        |
| 地下二樓 | 南                         | 南北線列車往布陸斯谷方向（史納延）           |        |
| 地下二樓 | 島式月台，左邊車門將會打開 |                                              |        |
| 地下二樓 |                            | 南北線列車往印度尼西亞大酒店圓環方向（下壩） | 北     |

## 服務及接駁交通
工作日期間，南北線列車平時的班次平均為9分鐘一班，繁忙時段（早上7時至9時、晚上5時至7時）則縮短為平均5分鐘一班。假日期間，列車班次平均為10分鐘一班。從體育宮站開往印度尼西亞大酒店圓環站的首班車在每天上午5時07分開出，末班車在每天晚上11時31分開出，開往布陸斯谷站的首班車在每天上午5時15分開出，末班車在每天晚上11時40分開出。
乘客可在本站周圍換乘雅加達專線巴士1號線、4C號線、6M號線，9C號線、T11號線、S21號線、BW4號線、GR1號線，美都小巴P15號線、S640號線等巴士路線。

## 外部連結
- 雅加達地鐵公司：體育宮站 （页面存档备份，存于） （印尼文）